# Erich Vagts
Erich Vagts (* 9. Februar 1896 in Cuxhaven; † 20. Februar 1980 in Bremen) war ein deutscher Politiker (DNVP) und Regierender Bürgermeister in Bremen.

## Biografie
Vagts war der Sohn eines Kaufmanns. Er diente nach dem Abitur 1914 als Soldat im Ersten Weltkrieg. Ab 1919  studierte er Rechts- und Staatswissenschaften an der Universität Tübingen und der Universität Kiel. Nach dem Abbruch des Studiums wurde er Landbunddirektor in Güstrow (Mecklenburg). In Bremen war er 1925 Geschäftsführer, später stellvertretender Landesvorsitzender der Deutschnationalen Volkspartei (DNVP). Vagts wurde 1928 Mitglied der Bremischen Bürgerschaft.  1931 übernahm er die Funktion des Fraktionsvorsitzenden der DNVP.
1933 erhielt er, nach der Ablösung des Senats durch die Nationalsozialisten, das Amt des Senators für das Gesundheitswesen und das des Landherrn. Der Landherr war in Bremen für die Gemeinden im damals noch bestehenden Landgebiet von Bremen für die Verwaltung und die Polizei zuständig. 
Am 30. September 1933 schied er aus dem Senat aus. Er blieb Landherr und wurde zugleich Präsident der Gemeindeaufsichtsbehörde. Er war Mitglied des Bremer Staatsrates, eine beratende Institution. Seit 1936 war er Bremens, 1938 auch Oldenburgs Vertreter beim Reich. Er war nicht Mitglied der NSDAP, da sein Aufnahmeantrag aus Gründen der politischen Unzuverlässigkeit abgelehnt wurde.
Die Alliierte Militärregierung hatte im April 1945 zunächst, aber nur für wenige Tage, den bisherigen Polizeipräsidenten Johannes Schroers als Regierenden Bürgermeister eingesetzt. Als dessen politische Vergangenheit deutlich wurde, ernannten sie Vagts am 4. Mai 1945 zum kommissarischen und am 6. Juni 1945 zum Regierenden Bürgermeister. 
Die kommunistischen und sozialdemokratischen Senatoren lehnten jedoch Vagts entschieden ab. So wurde er bereits am 1. August 1945 ab- und Wilhelm Kaisen (SPD) dafür eingesetzt. Vagts war danach vom 5. September 1945 bis zum 7. Februar 1946 für etwa fünf Monate in einem  Internierungslager. 
Vagts, selbst Pianist, wurde 1933 nach der Gleichschaltung als Vorsitzender der Philharmonischen Gesellschaft eingesetzt und 1936 auch zum Musikbeauftragten des Landes Bremen ernannt. 1938 trat er auf Grund seiner häufigen Tätigkeit in Berlin als Musikbeauftragter, 1939 auch als Vorsitzender der Philharmonischen Gesellschaft zurück. Nach dem Krieg war er gelegentlich als Konzertpianist tätig.